# 中店镇
中店镇，是中华人民共和国安徽省六安市金安区下辖的一个乡镇级行政单位。2022年5月，撤乡设镇。

## 行政区划
中店镇下辖以下地区：
杨公庙村、汪神村、张庵村、杨氏祠村、管墩村、南乡村、黄泥店村、高店村、中店村、长岭村、仓房村和椿树岗村。